# Бич (биологија)
Бич (лат. flagellum – флагелум) је наставак који могу садржати различите врсте ћелија, како прокариотских тако и еукариотских. Код прокариота је врло просте грађе и у ствари представља продужетак цитоплазме, док је грађа еукариотских бичева много сложенија. Код њих је грађа бича слична грађи центриоле.
Грађу сличну центриолама имају цилије (трепље) и флагеле (бичеви) – дугачке, танке структуре које полазе са површине многих еукариотских ћелија и покривене су ћелијском мембраном. Грађа им је иста, а разликују се само у дужини – флагеле су дуже. (Прокариоти такође имају флагеле али другачије структуре.) Помоћу њих се крећу једноћелијски организми (бичари и трепљари међу прозоама) као и сперматозоиди многих животиња па и човека. У основи сваке цилије и флагеле је базално телашце које има исти пречник као и цилија или флагела. Трепље и бичеви израстају из базалног телашца тако што се микротубуле слажу једна на другу, али се по једна микротубула у свакој групи губи. Тако се цилије и флагеле састоје од 9 група по 2 микротубуле које формирају цилиндар, а у његовом центру се налази још додатни пар микротубула.